# غيلبرت ليفينغستون ويلسون
غيلبرت ليفينغستون ويلسون (بالإنجليزية: Gilbert Livingston Wilson)‏ هو عالم في الأتنيات ‏ أمريكي، ولد في 1869 في سبرينغفيلد في الولايات المتحدة، وتوفي في 8 يونيو 1930.